# Óscar Ustari
Óscar Alfredo „Osky” Ustari (ur. 3 lipca 1986 w Américe) – argentyński piłkarz pochodzenia włoskiego grający na pozycji bramkarza.

## Kariera klubowa
Ustari pochodzi z miasta o nazwie América leżącym w Prowincji Buenos Aires. Pierwsze piłkarskie kroki stawiał w małym klubiku o nazwie Club Atlético Rivadavia, w barwach którego grał w lidze dzieci. W wieku 14 lat przeniósł się jednak do jednego z najsłynniejszych klubów w Argentynie, CA Independiente. W 2005 roku trafił do składu pierwszej drużyny, a w Primera División zadebiutował 5 października w wygranym 2:0 meczu z Newell’s Old Boys. Od czasu debiutu stał się podstawowym bramkarzem Independiente. W fazie Apertura zajął ze swoim klubem 4. miejsce, a w fazie Clausura 12. miejsce. Ogólnie drużyna Independiente zakończyła rozgrywki ligowe na 8. pozycji, a Ustari rozegrał w bramce 28 meczów. Od początku sezonu 2006/2007 nadal był podstawowym bramkarzem swojej drużyny. W sezonie zdołał nawet zdobyć gola. Independiente grało jednak przeciętnie zajmując miejsce w środku tabeli.
4 stycznia 2007 prasa podała, iż Ustari podpisał wstępną umowę z FC Barcelona i do klubu z Katalonii miałby się przenieść w lipcu 2007, a Barcelona miałaby zapłacić za niego sumę około 10 milionów euro. Jednakże 4 lipca sam zawodnik podpisał kontrakt z innym klubem Primera División, Getafe CF, które zapłaciło za niego 6 milionów euro. Dołączył tym samym do rodaka, Roberto Abbondanzieriego, rywala do gry w reprezentacji.
W 2012 roku wrócił do Argentyny i został zawodnikiem Boca Juniors.

## Kariera reprezentacyjna
W 2005 roku Ustari został powołany do młodzieżowej reprezentacji Argentyny na finały Młodzieżowych Mistrzostw Świata rozegranych w Holandii. Został pierwszym bramkarzem kadry młodych „Albicelestes”. Drużyna Argentyny doszła do finału przegrywając po drodze tylko pierwszy mecz z USA 0:1. W finale Argentyńczycy okazali się lepsi od Nigerii wygrywając 2:1.
15 maja 2006 selekcjoner pierwszej reprezentacji Argentyny José Pekerman ustalił skład 23-osobowej kadry na finały Mistrzostwa Świata w Niemczech. Ustari, pomimo że nie miał na koncie żadnego meczu w kadrze A, został wybrany trzecim bramkarzem jako zmiennik dla Roberto Abbondanzieriego oraz Leo Franco i miał tam jechać głównie w celu obycia się z wielką imprezą. W Niemczech jak przewidywano nie zagrał ani minuty, a jego rodacy odpadli w ćwierćfinale po przegranych rzutach karnych z gospodarzami turnieju, Niemcami. Na igrzyskach olimpijskich w Pekinie w meczu z Holandią doznał kontuzji. Mimo wszystko te igrzyska okazały się szczęśliwe, ponieważ Argentyna wywalczyła złoty medal.